# Gjerdingenita-Fe
La gjerdingenita-Fe és un mineral de la classe dels silicats, que pertany al grup de la kuzmenkoïta. Rep el nom de Gjerdingen, a Noruega, la seva localitat tipus.

## Característiques
La gjerdingenita-Fe és un silicat de fórmula química K₂Fe2+(Nb,Ti)₄(Si₄O₁₂)₂(O,OH)₄·6H₂O. Va ser aprovada com a espècie vàlida per l'Associació Mineralògica Internacional l'any 2001, i la primera publicació data del 2002. Cristal·litza en el sistema monoclínic.
Segons la classificació de Nickel-Strunz, pertany a «09.CE - Ciclosilicats amb enllaços senzills de 4 [Si₄O₁₂]8- (vierer-Einfachringe), sense anions complexos aïllats» juntament amb els següents minerals: papagoïta, verplanckita, baotita, nagashimalita, taramel·lita, titantaramel·lita, barioortojoaquinita, byelorussita-(Ce), joaquinita-(Ce), ortojoaquinita-(Ce), estronciojoaquinita, estroncioortojoaquinita, ortojoaquinita-(La), labuntsovita-Mn, nenadkevichita, lemmleinita-K, korobitsynita, kuzmenkoïta-Mn, vuoriyarvita-K, tsepinita-Na, karupmøllerita-Ca, labuntsovita-Mg, labuntsovita-Fe, lemmleinita-Ba, neskevaaraïta-Fe, tsepinita-K, paratsepinita-Ba, tsepinita-Ca, alsakharovita-Zn, gjerdingenita-Mn, lepkhenelmita-Zn, tsepinita-Sr, paratsepinita-Na, paralabuntsovita-Mg, gjerdingenita-Ca, gjerdingenita-Na, gutkovaïta-Mn, kuzmenkoïta-Zn, organovaïta-Mn, organovaïta-Zn, parakuzmenkoïta-Fe, burovaïta-Ca, komarovita i natrokomarovita.
Els exemplars que van servir per a determinar l'espècie, el que es coneix com a material tipus, es troben conservats al museu geològic de la Universitat d'Oslo, amb els números de catàleg: 33712, 33713 i 33715.

## Formació i jaciments
Va ser descoberta a Gjerdingen, dins el municipi de Lunner, que perrtany al comtat d'Oppland (Noruega). Es tracta de l'únic indret de tot el planeta on ha estat descrita aquesta espècie mineral.